# Gmina Głuszyca
Die Gmina Głuszyca ist eine Stadt- und Landgemeinde im Powiat Wałbrzyski der Woiwodschaft Niederschlesien in Polen. Ihr Sitz ist die gleichnamige Stadt (deutsch Wüstegiersdorf) mit etwa 6250 Einwohnern.

## Geographie
Die Gemeinde Głuszyca liegt im Waldenburger Bergland und grenzt im Süden an Tschechien.

## Gliederung
Die Stadt- und Landgemeinde Głuszyca hat eine Fläche von 61,9 km² und besteht neben der Stadt selbst aus fünf Dörfern mit Schulzenämtern:
- Głuszyca Górna (Ober Wüstegiersdorf)
- Grzmiąca (Donnerau)
- Kolce (Dörnhau)
- Łomnica (Lomnitz)
- Sierpnica (Rudolfswaldau)